# Moulin d'en Haut
De Moulin d'en Haut is een windmolenrestant in de tot de Henegouwse gemeente Belœil behorende plaats Quevaucamps, gelegen aan de Rue Féneque op de kruising van de Rue des Briqueteries.
Deze ronde stenen molen van het type grondzeiler fungeerde als korenmolen.

## Geschiedenis
In 1745 werd op deze plaats een standerdmolen opgericht. In 1845 werd deze vervangen door een stenen molen. De molen was tot 1932 in bedrijf. Tijdens een storm op 13 november 1940 verloor de molen zijn wiekenkruis. De Duitse bezetter richtte de molen in als observatiepost waarbij ook de kap van de molen verloren ging. Het binnenwerk werd eveneens verwijderd en de kale romp bleef bestaan.